# 屈塔希亚省
屈塔希亚省（土耳其語：Kütahya il）是位于土耳其中部的一个省，首府屈塔希亚。